# Neraida
Neraida (griechisch Νεράιδα (f. sg.)) ist ein Dorf in der Ortsgemeinschaft Neochori, Gemeindebezirk Paramythia der Gemeinde Souli, Region Epirus, Griechenland. Auch bekannt unter dem Namen Menina (griechisch Μενίνα), der türkischen Ursprungs ist, ist es mit etwa 300 Einwohnern ein relativ großes Dorf. Neraida ist 20 km von der Hafenstadt Igoumenitsa entfernt. Es liegt auf einer Höhe von 60 m am Fuß des Berges Chionistra am Fluss Kalamas. Im Dorf sind eine Grundschule sowie ein Gymnasium mit Sportplatz zu finden. Daneben gibt es zwei Tankstellen, eine Kirche, einen Supermarkt, Bäckereien, Cafés und Restaurants.

## Geschichte
In dem Dorf fand im August 1944 der in Griechenland berühmte Kampf von Menina statt, bei dem griechische Partisanen der Organisation EDES unter der Führung des von Napoleon Zervas die deutsche Besatzung aus dem Dorf vertrieben. Menina war eine Zentrale der deutschen Wehrmacht. Noch heute wird dieser Tag jährlich zeremoniell an dem dafür geschaffenen Denkmal vor der Dorfkirche gefeiert, wobei eingeladene Veteranen geehrt werden.